# Georg Fleischhauer
Georg Fleischhauer (Halberstadt, RDA, 21 de octubre de 1988) es un deportista alemán que compite en bobsleigh en las modalidades doble y cuádruple.
Ganó cinco medallas en el Campeonato Mundial de Bobsleigh entre los años 2023 y 2025, y tres medallas en el Campeonato Europeo de Bobsleigh, en los años 2024 y 2025.

## Palmarés internacional
| Campeonato Mundial | Campeonato Mundial           | Campeonato Mundial | Campeonato Mundial |
| Año                | Lugar                        | Medalla            | Prueba             |
| ------------------ | ---------------------------- | ------------------ | ------------------ |
| 2023               | Sankt Moritz (Suiza)         | Medalla de oro     | Doble              |
| 2024               | Winterberg (Alemania)        | Medalla de plata   | Cuádruple          |
| 2024               | Winterberg (Alemania)        | Medalla de bronce  | Doble              |
| 2025               | Lake Placid (Estados Unidos) | Medalla de plata   | Doble              |
| 2025               | Lake Placid (Estados Unidos) | Medalla de plata   | Cuádruple          |
| Campeonato Europeo |                              |                    |                    |
| Año                | Lugar                        | Medalla            | Prueba             |
| 2024               | Innsbruck (Austria)          | Medalla de plata   | Cuádruple          |
| 2025               | Lillehammer (Noruega)        | Medalla de oro     | Cuádruple          |
| 2025               | Lillehammer (Noruega)        | Medalla de plata   | Doble              |